# Ян Батіст Ступка
Сту́пка Я́н Баті́ст (нар. 24 червня 1892 — пом. 1971) — український та чеський альтист, диригент, композитор та педагог.

## Біографія
В 1911–1917 роках був концертмейстером альтової групи Одеської опери.
З 1917 року викладає музику у Глухові. Разом з тим керував хором та оркестром у Глухівському педагогічному інституті та міському хорі.
З 1925 року працює у Харкові як хормейстер Державного українського хору.
Виїздить з СРСР, з 1927 року — у Празі, концертмейстер групи альтів симфонічного оркестру Празького радіо, а також хормейстер українського хору.

## Творчість
Написав такі твори:
- «Українська симфонія»,
- «Української серенада» для чотирьох валторн та арфи,
- романси на слова Л. Глібова, В. Самійленка, І. Франка, Т. Шевченка.